# Werner Pommerehne
Werner W. Pommerehne (* 19. Juni 1943 in Freiburg im Breisgau; † 8. Oktober 1994 in Sarreguemines) war ein deutscher Ökonom und Finanzwissenschaftler. Pommerehne ist bekannt geworden durch Arbeiten im Bereich der Public-Choice-Theorie.

## Leben und Wirken
Werner Pommerehne studierte Volkswirtschaftslehre an den Universitäten Freiburg, Bochum, Basel und Konstanz. Er promovierte an der Universität Konstanz im Jahr 1975, es folgte die Habilitation an der Universität Zürich für das Fach „Theoretische und praktische Volkswirtschaftslehre“ im Jahr 1983. Zuletzt hatte er seit 1989 den Lehrstuhl für Nationalökonomie an der Universität des Saarlandes in Saarbrücken inne.